# Dorfkirche Wollschow

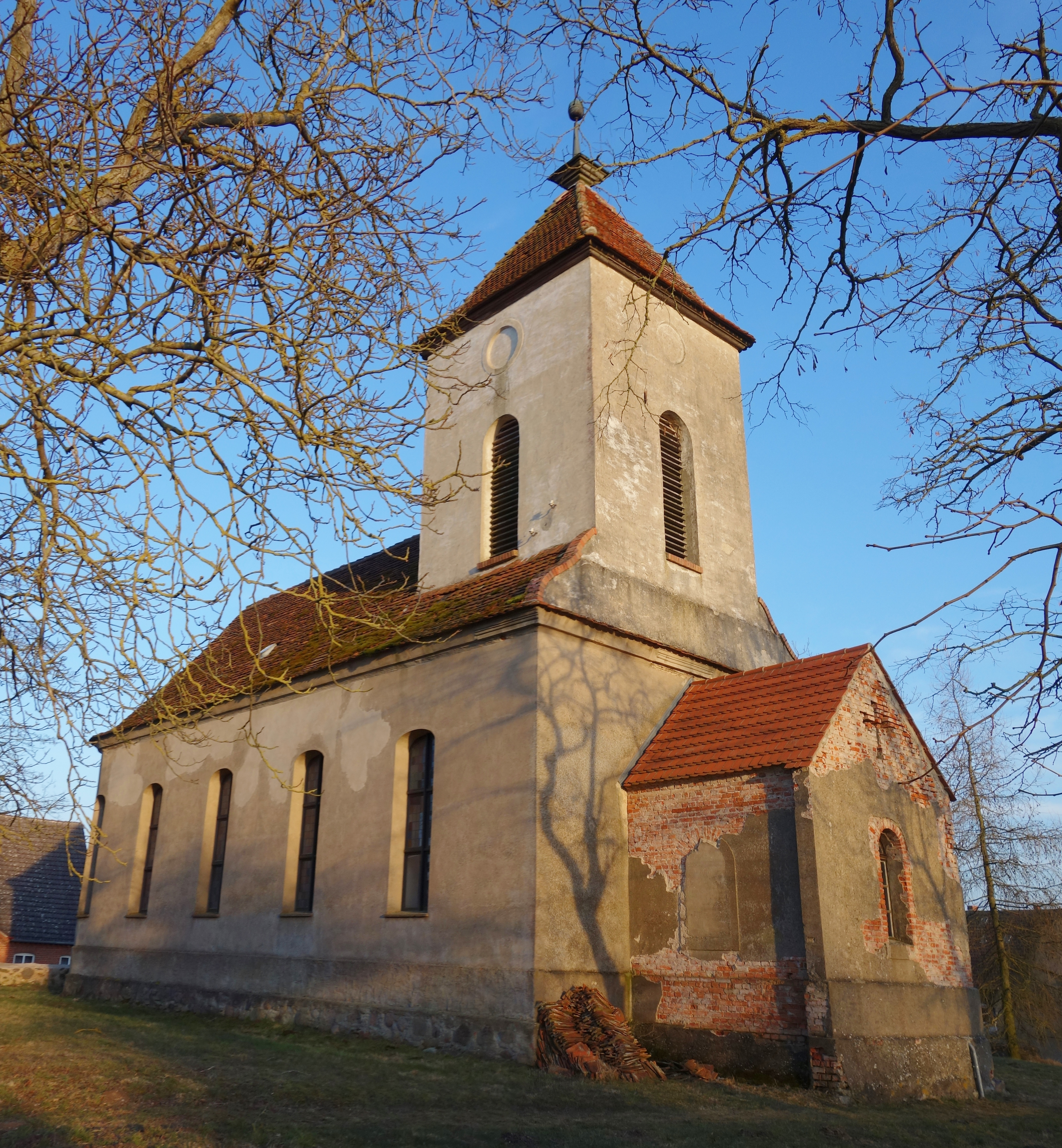
Dorfkirche in Wollschow

Die evangelische Dorfkirche Wollschow ist eine Saalkirche in Wollschow, einem Ortsteil der Gemeinde Brüssow im brandenburgischen Landkreis Uckermark. Die Kirche gehört zur Kirchengemeinde Brüssow im Kirchenkreis Pommern der Evangelisch-Lutherischen Kirche in Norddeutschland. Das Gebäude steht unter Denkmalschutz.

## Baubeschreibung
Die Kirche in Wollschow wurde im Jahr 1774 als verputzter Saalbau erbaut. Sie verfügt über einen im Grundriss segmentbogigen Ostschluss und eine kleine westliche Vorhalle sowie über einen quadratischen Turmaufsatz mit Zeltdach, der im Inneren auf zwei starken gemauerten Rundpfeilern ruht. Vor ihnen befindet sich die Westempore. Die hölzerne Kanzel ist schlicht und stammt aus der Bauzeit der Kirche.